# 美濃市立下牧小学校
美濃市立下牧小学校 （みのしりつ しもまきしょうがっこう）は、かつて岐阜県美濃市に存在した公立小学校。

## 概要
- 校区はの長瀬、神洞、片知、蕨生であり、旧・武儀郡下牧村の地域に、ほぼ該当する。
- 下牧地区の4つの小学校（長瀬小学校・神洞小学校・片知小学校・蕨生小学校）を統合し、新設された小学校だが、2009年、上牧小学校と統合し牧谷小学校を新設によりわずか6年で廃校となった。
- 校舎は旧・長瀬小学校の校舎を使用していた。2018年時点で校舎は長瀬生涯学習センター[1]及び下牧保育園[2]に使用されている。

## 沿革
- 2003年（平成15年）4月1日 - 下牧地区の4つの小学校（長瀬小学校、神洞小学校、片知小学校、蕨生小学校）を統合し、美濃市立下牧小学校として開校。校地校舎は旧・長瀬小学校を使用する。
- 2009年（平成21年）
  - 3月29日 - 閉校式
  - 3月31日 - 廃校。